# 31271 Nallino
31271 Nallino este un asteroid din centura principală de asteroizi.

## Descriere
31271 Nallino este un asteroid din centura principală de asteroizi. A fost descoperit pe 25 martie 1998 la Observatorul San Vittore din Bologna. Asteroidul prezintă o orbită caracterizată de o semiaxă mare de 3,14 ua, o excentricitate de 0,10 și o înclinație de 1,7° în raport cu ecliptica.